# عبدالکریم العلی
عبدالکریم العلی (انگلیسی: Abdulkarim Al-Ali؛ زادهٔ ۲۵ مارس ۱۹۹۱) یک بازیکن فوتبال اهل قطر است.

## باشگاهی
از باشگاه‌هایی که در آن بازی کرده‌است می‌توان به الریان و السیلیه اشاره کرد.

## تیم ملی
وی همچنین در تیم ملی فوتبال قطر بازی کرده است.